# Пелине ђаконије
„Пелине ђаконије” је југословенска телевизијска серија снимљена 2005. године у продукцији Телевизије Београд.

## Улоге
| Глумац             | Улога |
| ------------------ | ----- |
| Небојша Илић       |       |
| Софија Јуричан     |       |
| Горица Поповић     | Пела  |
| Јелена Ступљанин   |       |
| Бранислав Зеремски |       |

Комплетна ТВ екипа  ▼
| Редитељ              | Бранислав Кичић |
| Сценариста           | Горица Поповић  |
| Композитор           | Ненад Петровић  |
| Директор фотографије | Веселко Крчмар  |
| Mонтажер             | Зоран Поповић   |